# Затримка введення
Затримка введення або латентність введення — це проміжок часу, який проходить між надсиланням електричного сигналу та виконанням відповідної до цього сигналу дії.
У відеоіграх цей термін часто використовується для опису будь-якої затримки між введенням і реакцією ігрового рушія (двигуна гри), монітором або будь-якою іншою частиною ланцюга сигналу на цей ввід, хоча всі випадки затримки введення сумуються.

## Можливі причини затримки реакції гри на натискання кнопки
Потенційні причини затримки введення описані нижче. Кожен крок у процесі, навіть незначний, збільшує загальну затримку вводу, проте сукупний результат може бути непомітним, якщо загальна затримка вводу є достатньо низькою.

### Під час передачі сигналу від контролера до консолі
Для дротових контролерів ця затримка зазвичай незначна. Довкола бездротових контролерів чимало протиріч. Дехто стверджує, що помічає додаткову затримку при використанні бездротового контролера, тоді як інші стверджують, що затримка у 4-8 мілісекунд є несуттєвою.

### Коли консоль/ПК обробляє наступний кадр
Ігрова консоль або ПК відтворює новий кадр, щойно завершиться усіх виконання необхідних обчислень для його створення. Кількість кадрів, що відтворюються за секунду (в середньому), називається частотою кадрів. Для прикладу, візьмемо звичайний монітор 60 Гц. Максимальна теоретична частота кадрів для нього становить 60 FPS (кадрів за секунду), а це означає, що мінімальна теоретична затримка введення для всієї системи становить приблизно 16.67 ms (1 frame/60 FPS) . Як правило, монітор є вузьким місцем для теоретичного максимального FPS, оскільки немає сенсу відображати більше кадрів, ніж може показати монітор. У ситуаціях, коли навантаження ЦП, ГП, пам'яті, шини тощо є вузьким місцем, FPS може впасти нижче частоти оновлення монітора.
Окремі кадри не обов'язково повинні завершуватися в межах інтервалу оновлення екрану, щоб виводитися з еквівалентною частотою. Ігрові рушії часто використовують конвеєрну архітектуру для одночасної обробки кількох кадрів, що дозволяє більш ефективно використовувати базове обладнання. Це погіршує затримку введення, особливо при низькій частоті кадрів.

### Затримка відображення
Це затримка на телевізорі або моніторі (також називається затримкою виведення). Окрім затримки, спричиненої часом відгуку пікселя екрана, будь-яка обробка зображення (така як збільшення масштабу, згладжування руху або згладжування країв) потребує часу, а тому збільшує затримку введення. Затримка введення нижче 30 мс зазвичай вважається непомітною на телевізорі. Оновлення пікселів для відображення правильного кольору нового кадру — це останній крок після обробки кадру. Час, необхідний для цього, називається часом відгуку пікселя.

## Типовий загальний час відгуку
У результаті тестування було виявлено, що загальна затримка введення (від введення до видимої відповіді) у приблизно 200 мс відволікає користувача. Водночас середній час відгуку становить 133 мс (без урахування затримки дисплея монітора/телевізора). У найбільш чутливих іграх (файтингах, шутерах від першої особи та ритмічних іграх), час відгуку досягає 67 мс (без урахування затримки дисплея).